# ستيف درير
ستيف درير (بالإنجليزية: Steve Dreyer)‏ هو لاعب كرة قاعدة أمريكي، ولد في 19 نوفمبر 1969 في أيمز في الولايات المتحدة.

## وصلات خارجية
- ستيف درير على موقعبيزبول رفرنس.كوم (الدوري الرئيسي) (الإنجليزية)
- ستيف درير على موقعبيزبول رفرنس.كوم (الدوري الثانوي) (الإنجليزية)